# جون فيدلر
جون فيدلر (بالإنجليزية: John Fiedler)‏ مواليد 03 فبراير 1925 في بلاتفيل، الولايات المتحدة - الوفاة 25 يونيو 2005 في إنغلوود، الولايات المتحدة، هو ممثل أمريكي بدأ مسيرته الفنية سنة 1949. امتدت مسيرته الفنية لأكثر من 56 عاما.

## الأعمال

### أفلام
- 12 رجلا غاضبا
- الرائحة الحلوة للنجاح
- عزم حقيقي
- روبن هود
- مغامرات ويني الدبدوب
- المنقذون
- ذا كانونبول رن
- الثعلب والكلب
- آلة تشاركي
- ويني الدبدوب: أروع المغامرات
- حياة الإمبراطور الجديدة
- حياة كرونك الجديدة

### مسلسلات
- كولمبو
- ثريز كومباني
- شيرز
- ذا غولدن غيرلز
- دار الفار

### ألعاب فيديو
- كينغدوم هارتس

## روابط خارجية
- جون فيدلر على موقع IMDb (الإنجليزية)
- جون فيدلر على موقع ميتاكريتيك (الإنجليزية)
- جون فيدلر على موقع الموسوعة البريطانية (الإنجليزية)
- جون فيدلر على موقع قاعدة بيانات الأفلام العربية
- جون فيدلر على موقع ألو سيني (الفرنسية)
- جون فيدلر على موقع ميوزك برينز (الإنجليزية)
- جون فيدلر على موقع تيرنر كلاسيك موفيز (الإنجليزية)
- جون فيدلر على موقع أول موفي (الإنجليزية)
- جون فيدلر على موقع قاعدة بيانات برودواي على الإنترنت (الإنجليزية)
- جون فيدلر على موقع قاعدة بيانات الأفلام السويدية (السويدية)